# Nicolas Beaudan
Nicolas Beaudan est un escrimeur français, né le 13 décembre 1975 à Clermont-Ferrand. Son surnom est le "Chat Noir". Il pratique le fleuret depuis l'âge de huit ans. Il est licencié au Masque de Fer de Lyon. 
Après huit années passées à l'INSEP, il part en 2004, faute de résultats, malgré une médaille d'argent aux Championnats d'Europe à Moscou.
En 2005, il intègre l'Equipe de France et est sélectionné pour les Championnats du Monde qui se déroulent à Leipzig. Il remporte une médaille de bronze en individuel et une médaille d'or par équipe avec à ses côtés Erwann Le Péchoux, Victor Sintès et Brice Guyart champion olympique individuel à Athènes en 2004.
En 2006, il remporte une nouvelle médaille d'or par équipe aux Championnats du Monde de Turin avec Erwann Le Péchoux, Marcel Marcilloux et Loïc Attely.
En 2007, il remporte une troisième médaille d'or par équipe consécutive aux Championnats du Monde de Saint-Pétersbourg avec Erwann Le Péchoux, Marcel Marcilloux et Brice Guyart.

## Club
- Il est actuellement maître d'armes au Masque de Fer de Lyon.

## Palmarès
- Championnats du monde d'escrime
  -  Médaille d'or fleuret par équipe 2007
  -  Médaille d'or fleuret par équipe 2006
  -  Médaille d'or fleuret par équipe 2005
  -  Médaille de bronze fleuret individuel 2005
- Championnats d'Europe d'escrime
  -  Médaille d'argent fleuret par équipe 2002
- Universiades
  -  Médaille de bronze fleuret par équipe 2001
  -  Médaille de bronze fleuret par équipe 1999
- Coupe d'Europe des clubs champions d'escrime
  -  Médaille d'or fleuret par équipe 2005
  -  Médaille d'argent fleuret par équipe 2004
  -  Médaille d'argent fleuret par équipe 2003
- Championnats de France d'escrime
  -  Médaille d'or fleuret par équipe 2007
  -  Médaille d'or fleuret par équipe 2004
  -  Médaille d'or fleuret par équipe 2002
  -  Médaille d'or fleuret par équipe 2000
  -  Médaille d'argent fleuret individuel 2003
  -  Médaille d'argent fleuret individuel 2007
- Divers :
  -  Champion de France juniors fleuret par équipe 1995